# Oostendse vissershaven

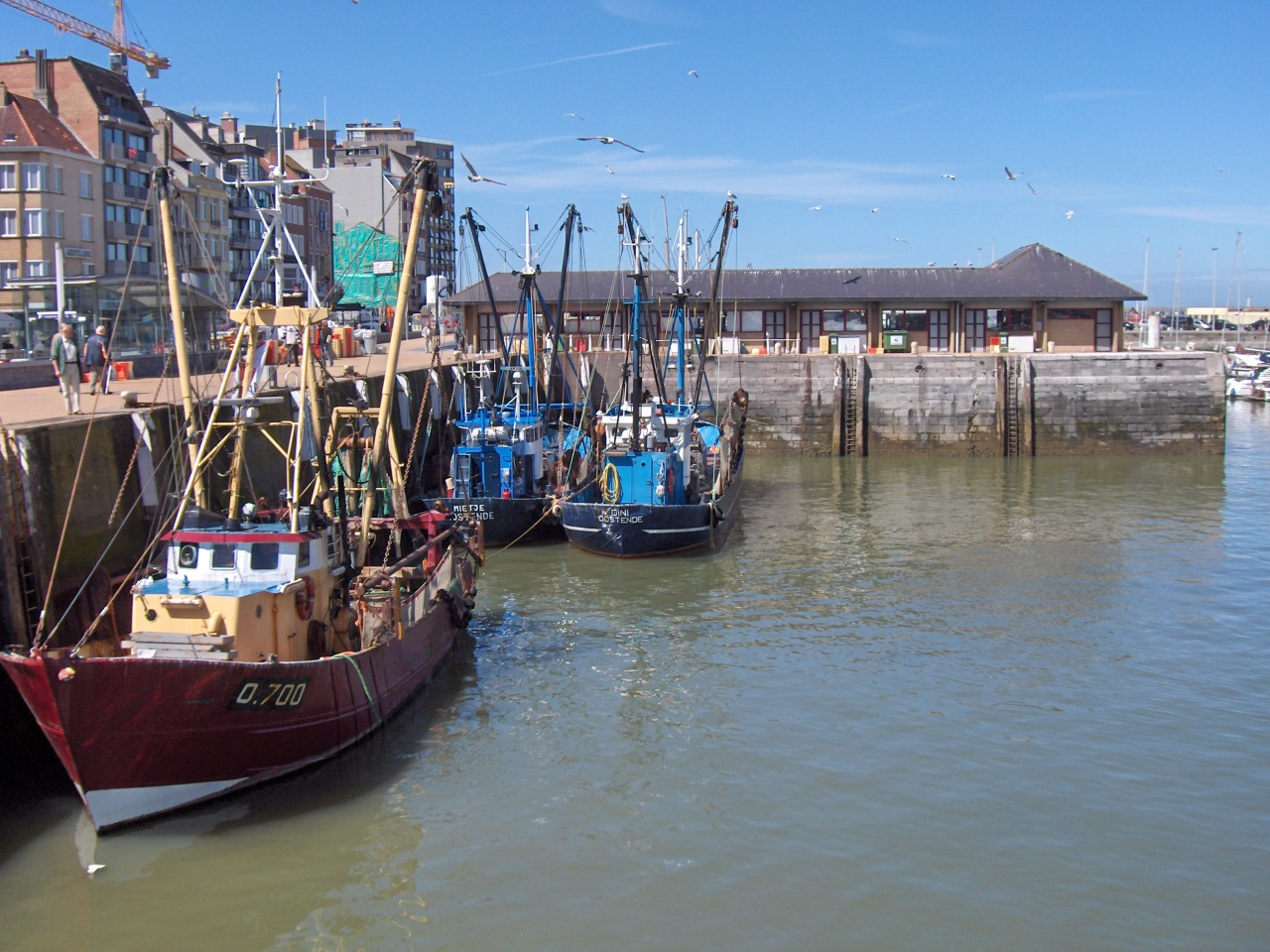
Vistrap

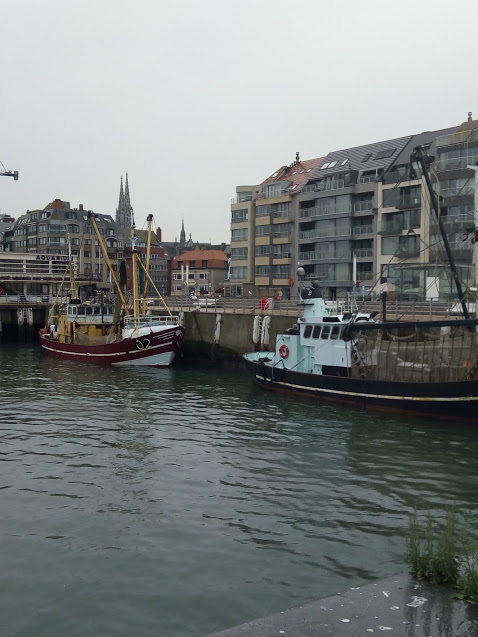
Vissersschepen te Oostende

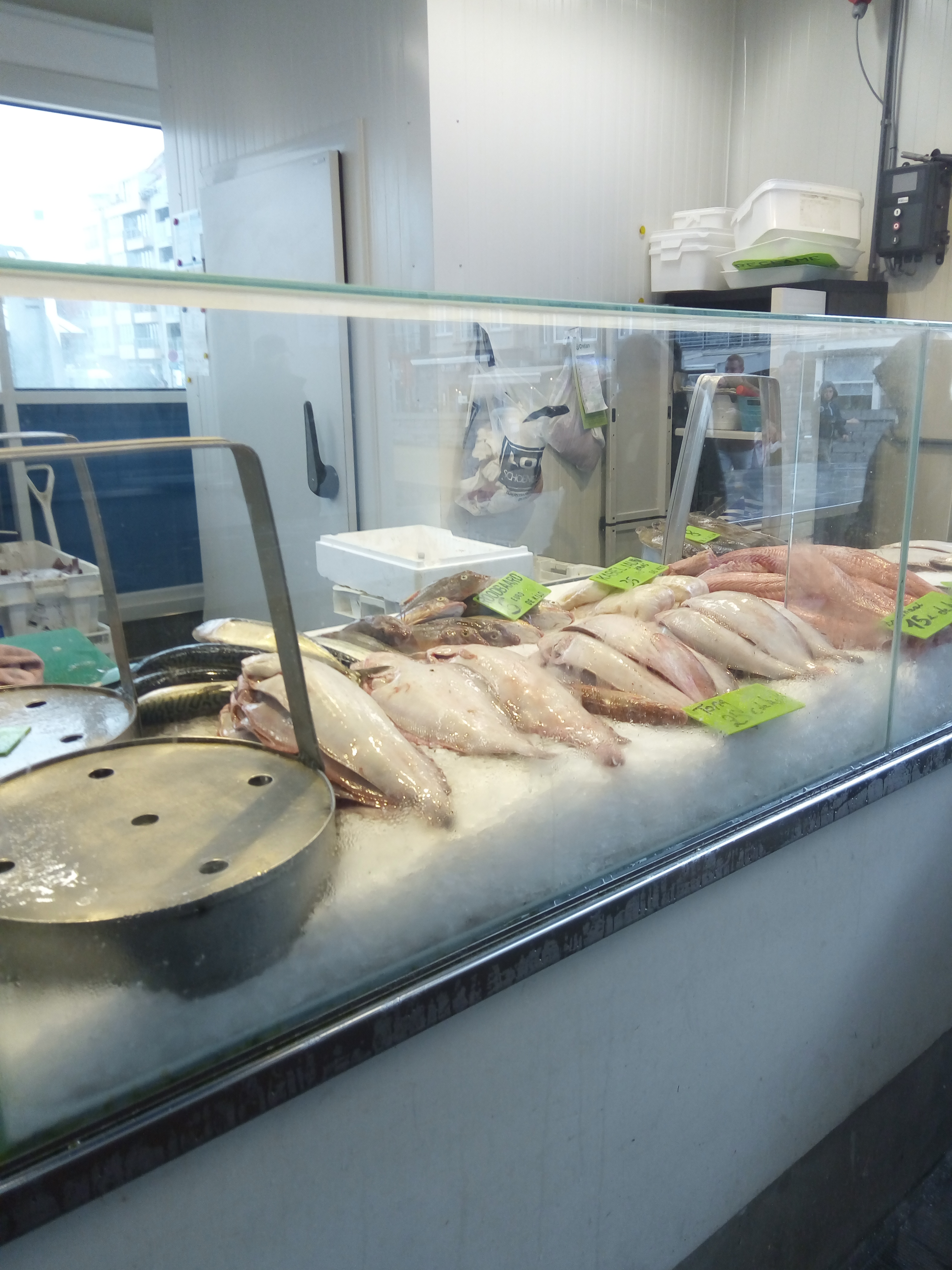
Verse Oostendse vis in de vismijn

De Oostendse vissershaven is de vissershaven die gelegen is in de West-Vlaamse kuststad Oostende.

## Tijdens het ancien régime
Reeds in de 14de eeuw werd in Oostende op grote schaal aan visverwerking gedaan, ondanks beperkende verordeningen en interstedelijke tegenkantingen. Op de markten Doornik, Bergen, Valencijn, Dowaai, Rijsel, Atrecht en Kamerijk kon de stad haar visproducten afzetten, wat vanaf de eerste decennia van de 15de eeuw welvaart met zich meebracht. De toename van de haringvissers, in de hand gewerkt door de verstandhouding tussen Vlaanderen en Engeland sinds 1420, impliceerde de bouw van een haven in 1443, waardoor zij kort daarop de leidende haringmarkt werd.
In 1468 werden ruim 29 miljoen stuks haring aangevoerd in de Oostendse haven. In de tachtiger jaren liep deze bedrijfstak sterk terug, door de onenigheden met de aartshertog Maximiliaan van Oostenrijk.
Onder de hertogen van Bourgondië bloeide de Oostendse haven echter weer open.
Rampspoedig waren de godsdienstoorlogen en de politieke complicaties van de 16de eeuw. Ook het beleg van de stad in het begin van de 17de eeuw bleek catastrofaal voor de visvangst. Later in deze eeuw zou de visserij zich herpakken, maar kreeg toen meer te lijden van de Noord-Nederlandse hostiliteiten op zee.
Meegetrokken in het zog van de overzeese handel in de Oostenrijkse tijd, herleefde de Oostendse haven helemaal.
In 1750 werd de organisatie van de Oostendse vismijn herzien en vanaf 1766-1767 werd, om protectionistische redenen, de invoer van vreemde haring verboden, in 1768 gevolgd door een reeks invoerrechten op kabeljauw.
De grote bloei van de Oostendse haven situeert zich in de 14de, 15de en 16de eeuw, met als uitschieter de 15de.
Vanaf de 17de eeuw is het een discontinue golfbeweging waarbij politieke, sociale en militaire verwikkelingen haar bestaan meer bedreigen dan vooruit helpen.

## Vanaf de Franse Revolutie
De militaire politiek van het Franse bewind bracht de Oostendse visserij in een alarmerende toestand. De vissersboten mochten zich niet buiten de kust begeven en stonden voortdurend bloot aan represaille-acties van de Engelse kanaalvloot.
Opvorderingen en beschietingen hadden de vissersvloot tot enkele sloepen gereduceerd.
Men diende onderaan te beginnen tijdens het Nederlandse bewind, en met nieuwe reglementeringen in 1820 en 1823 trachtte men de Oostendse kustvisserij weer op peil te brengen.
De kentering zou er komen toen België onafhankelijk werd. Tegen het einde van de regering van koning Leopold I (1865) zat het de visserij weer voor de wind. In datzelfde jaar rustte Oostende 158 zeilboten uit voor de vangst van haring, kabeljauw, schol, wijting, schelvis, koolvis, tarbot, tong, heilbot en griet. Kabeljauw werd, net als haring, op grote schaal gevangen en aan boord verwerkt (gekaakt en gezouten voor bewaring). De visserij was seizoensgebonden; ’s zomers van Pasen tot september en ’s winters van september tot Pasen.
Tot vóór 1870 bestond er eigenlijk geen echte vissershaven, de boten legden aan in een kreek die gelegen was ter hoogte van het Kaaistation. Toen de stadsvestigingen in dat jaar gesloopt werden, voorzag men ten westen van de havengeul een schuildok voor vissersboten.
Amper vijftien jaar later drong zich een uitbreiding van de Oostendse vissershaven op. Het duurde ruim twintig jaar voor de uitbreiding plaatsvond. Net voor het uitbreken van de Eerste Wereldoorlog waren de definitieve plannen nagenoeg afgewerkt, maar de oorlog kwam als spelbreker tussen. Uiteindelijk zou de nieuwe vissershaven in 1934 worden geopend, ten oosten van de havengeul. Het zou tot 1940 duren vooraleer zij volledig afgewerkt zou zijn.
Na verwoest te zijn geweest in de Tweede Wereldoorlog, hervatte men de opbouw kort erna. De haven was in 1947 bedrijfsklaar.
Door de normalisatie (ingevoerd door de Europese Gemeenschap op gebied van visserij) en als gevolg van het economisch herstel, zit de vissershaven van Oostende momenteel in een overgangsperiode, op zoek naar de goede aanpak en modernisatie van haar bedrijvigheden.